# ジャン・スタブリンスキ

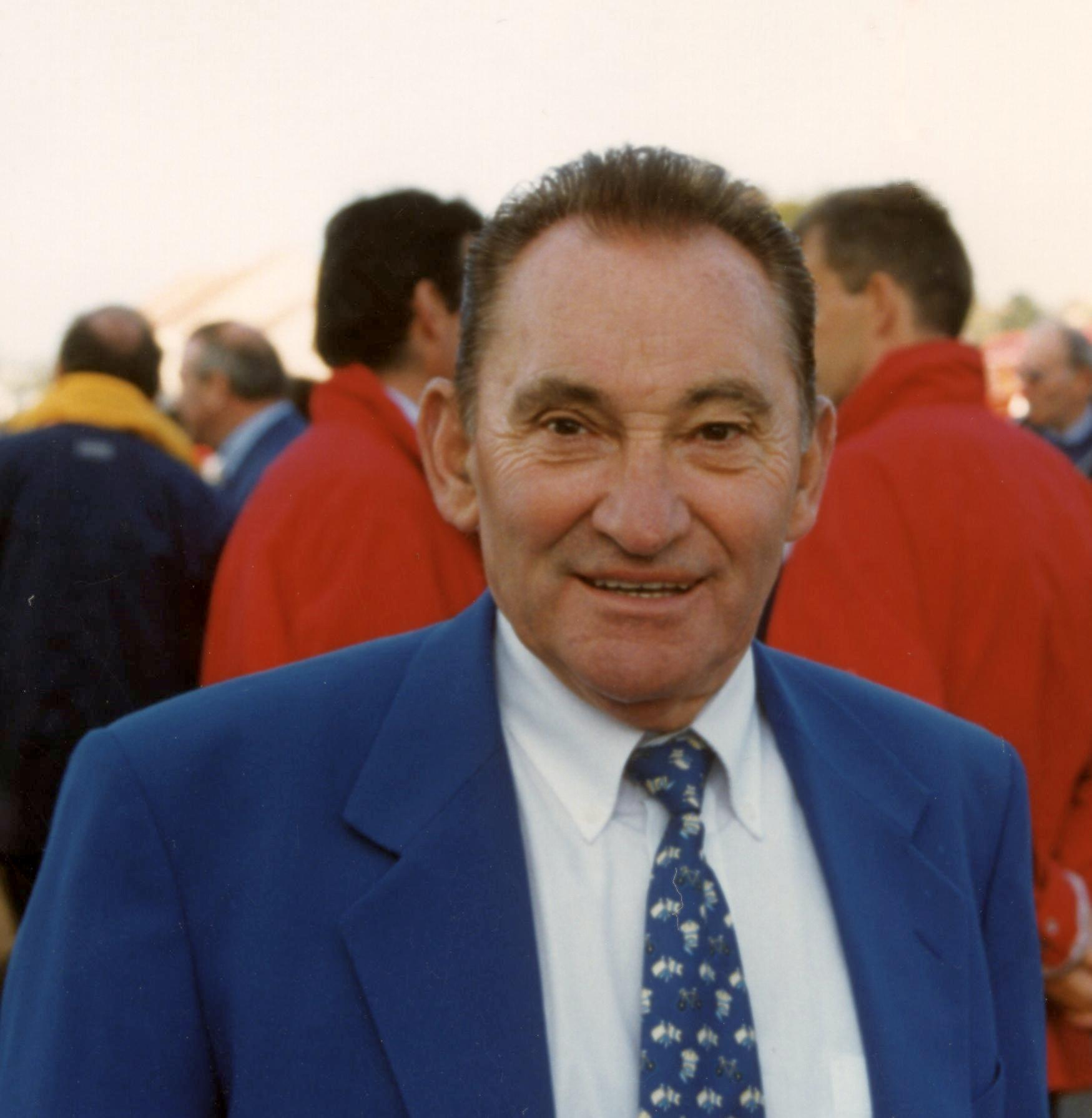
ジャン・スタブリンスキ

ジャン・スタブリンスキ（Jean Stablinski、1932年5月21日 - 2007年7月22日）は、フランスの名自転車競技、ロードレース選手。

## 経歴
石炭の生産地である、ノール県のタン＝サン＝タマン出身。父親は炭鉱夫で、ポーランドから移民してきた。本名はジャン・スタブレヴスキ（Jean Stablewski）という。14歳のときに父親が事故により他界したため、一家を支えるべく、自らが炭鉱夫となった。なお、この経験がきっかけとなり、後に自身のかつての職場であったアランベールを、パリ〜ルーベのコースに組み入れるよう提案。同地は今、『地獄のアランベール』という異名を取るほどの存在感を示しているが、同地に当人の記念碑が建てられている。
16歳のとき、ロードレースに初めて参加したことをきっかけとして、自転車選手としてのキャリアをスタートさせた。なお、ジャン・スタブリンスキという名前は、自転車雑誌記者の誤記によって生み出されたものだが、以後、同名がそのまま使用されることになった。
1953年にプロ転向。主にジャック・アンクティルのアシストを務めた。1958年、ブエルタ・ア・エスパーニャを総合優勝。1962年、世界選手権プロロードレースを制した。また、1966年に創設されたアムステルゴールドレースの初代優勝者である。
1968年シーズンを最後に引退。引退後は6年間ほど、ソノロル・ルジューヌというチームの監督を務め、ルシアン・ファンインプや無名時代のベルナール・イノーらを指導した。

## 主な実績
1957
ツール・ド・フランス:
第12ステージ 1位
1958
ブエルタ・ア・エスパーニャ:
 総合優勝
第5、8ステージ 1位
1960
 フランス選手権・ロード 優勝
ジロ・デ・イタリア:
第13ステージ 1位
1961
ツール・ド・フランス:
第7ステージ 1位
1962
ツール・ド・フランス:
第14ステージ 1位
 世界選手権プロロードレース 優勝
 フランス選手権・ロード 優勝
ブエルタ・ア・エスパーニャ:
第11ステージ 1位
1963
 フランス選手権・ロード 優勝
パリ〜ブリュッセル 優勝
ブエルタ・ア・エスパーニャ:
第10ステージ 1位
1964
 フランス選手権・ロード 優勝
ツール・ド・フランス:
第21ステージ 1位
1965
ルント・ウム・デン・ヘニンガー＝トゥルム 優勝
ツール・ド・ベルギー 総合優勝
1966
アムステル・ゴールドレース 優勝（初代）
1967
ツール・ド・フランス:
第19ステージ 1位
ジロ・デ・イタリア:
第8ステージ 1位